# Puente Gasset
Puente Gasset fue un puente en la ciudad de Burgos (Castilla y León, España).

## Historia
Las obras fueron iniciadas en 1924, siendo los ingenieros de la División Hidráulica del Duero los que más aportaron en la decisión del diseño final del puente, participando de manera directa Virgilio García Antón.
La obra fue adjudicada al contratista Alberto Corral con un valor de 215.574 pesetas. 
La inauguración del puente se dio el 3 de marzo de 1926, a la cual se invitó a gran parte de las autoridades locales y a gran parte de los delegados de los ministerios. Una procesión cívico-religiosa fue organizada, la cual partió de la iglesia de San Lesmes. También fue instalada una tribuna en el Paseo de la Quinta, adornada con gallardetes y banderas, desde donde se pronunciaron los discursos institucionales donde intervino el alcalde, por aquel entonces Ricardo Amézaga y el director general de obras públicas, Rodolfo Gelabert. Los actos terminaron con un banquete oficial.
Las primeras reformas se dieron en 1928 cuando se colocaron 4 farolas. 
En 1934 se construyeron sus aceras, y en 1944 se realizaron importantes mejoras en el entorno ya que se pavimentaron los accesos al puente.
Las décadas siguientes sufrieron pocas mejoras y el puente sufrió gran deterioro, es por ello que en el año 2000 se planteó la posibilidad de realizar una reforma general pero la obra quedó paralizada. En 2005 comenzó a plantearse la idea de aumentar las dimensiones del puente. Esto se llevó a cabo en 2009 cuando David Hernández sostuvo que el puente se iba a cambiar por uno de mayor capacidad. Ese mismo año, el informe previo a la ejecución de la reforma sostenía que el puente constaba de graves problemas estructurales.
En mayo del 2010 se iniciaron los derribos junto con su reconstrucción. El 14 de marzo de 2011 fue inaugurado, siendo apodado como el Puente de la Evolución, estando junto al Museo de la Evolución Humana y añadiéndose a sí mismo a la lista de los Puentes de Burgos.

## De qué está hecho
El puente en sus inicios estaba formado por cinco vanos isostáticos, estos, formados por vigas de hormigón armado y apoyados sobre dos estribos y cuatro pilares intermedios.
Después de la reforma realizada en 2010 el resultado fue una singular estructura de hormigón con tres vanos, dos pilas con tablero posteado empotrado, y tres pilares de apoyo. El tablero presenta unos perfiles curvos que le dan una gran movilidad junto con una gran complejidad visual.